# Wolfgang Götze (Physiker)
Wolfgang Götze (* 11. Juli 1937 in Fürstenwalde; † 20. Oktober 2021) war ein deutscher theoretischer Physiker.
Nach seinem Physikstudium an der Humboldt-Universität und der Freien Universität in Berlin sowie 1963 der Promotion an der TU München folgten unter anderem Gastaufenthalte in den USA und Moskau. 1970 nahm Götze einen Ruf auf einen Lehrstuhl für Theoretische Physik an die Technische Universität München an. Dort forschte er bis zu seiner Emeritierung im Jahr 2004 an verschiedenen Problemen aus dem Bereich der theoretischen Festkörperphysik sowie der Dynamik von Flüssigkeiten. Besonders bekannt und bedeutsam ist die von Götze entwickelte Moden-Kopplungstheorie des Glasübergangs, die er in den 1980er Jahren vorstellte und die seither durch Experimente und Simulationen mehrfach bestätigt wurde. Diese Theorie beschäftigt sich mit der Dynamik von Glas und allgemein glasbildenden Flüssigkeiten, deren Eigenschaften weder mit den bekannten Gesetzen für kristalline Festkörper noch über die Gesetzmäßigkeiten von Flüssigkeiten erklärbar sind.
Nach seiner Emeritierung im Jahr 2004 wurde Götze zum „Emeritus of Excellence“ ernannt. Für seine Beiträge zur Theorie der kondensierten Materie, insbesondere die Moden-Kopplungstheorie, erhielt er 2006 die Max-Planck-Medaille der Deutschen Physikalischen Gesellschaft. Außerdem wurde ihm für diese Theorie sowie sein gesamtes Forschungswerk 2006 der Tomassoni-Preis der Universität La Sapienza in Rom verliehen.

## Schriften
- Complex Dynamics of glass-forming liquids. A mode-coupling theory. Oxford University Press, Oxford 2009, ISBN 978-0-19-923534-6. (Rezension im Physik-Journal.)
- Glasige Relaxation von Flüssigkeiten. Ein Paradigma der Dynamik kondensierter Materie (Preisträger-Artikel Max-Planck-Medaille). In: Physik Journal. Band 5, Nr. 8/9, 2006, S. 35–42 (pro-physik.de).